# D 130 (Türkei)
Die Straße D 130 (Devlet yolu 130) ist eine 40 km lange Straße in der Türkei. Sie verbindet die Straße D 575 mit der Stadt İzmit und führt überwiegend am Golf von İzmit des Marmarameers auf dessen Südseite entlang. Die Straße bildet einen Teil der Europastraße 881 (die nur mit der Angabe İzmit – Bursa ohne nähere Spezifizierung ausgewiesen ist).

## Verlauf

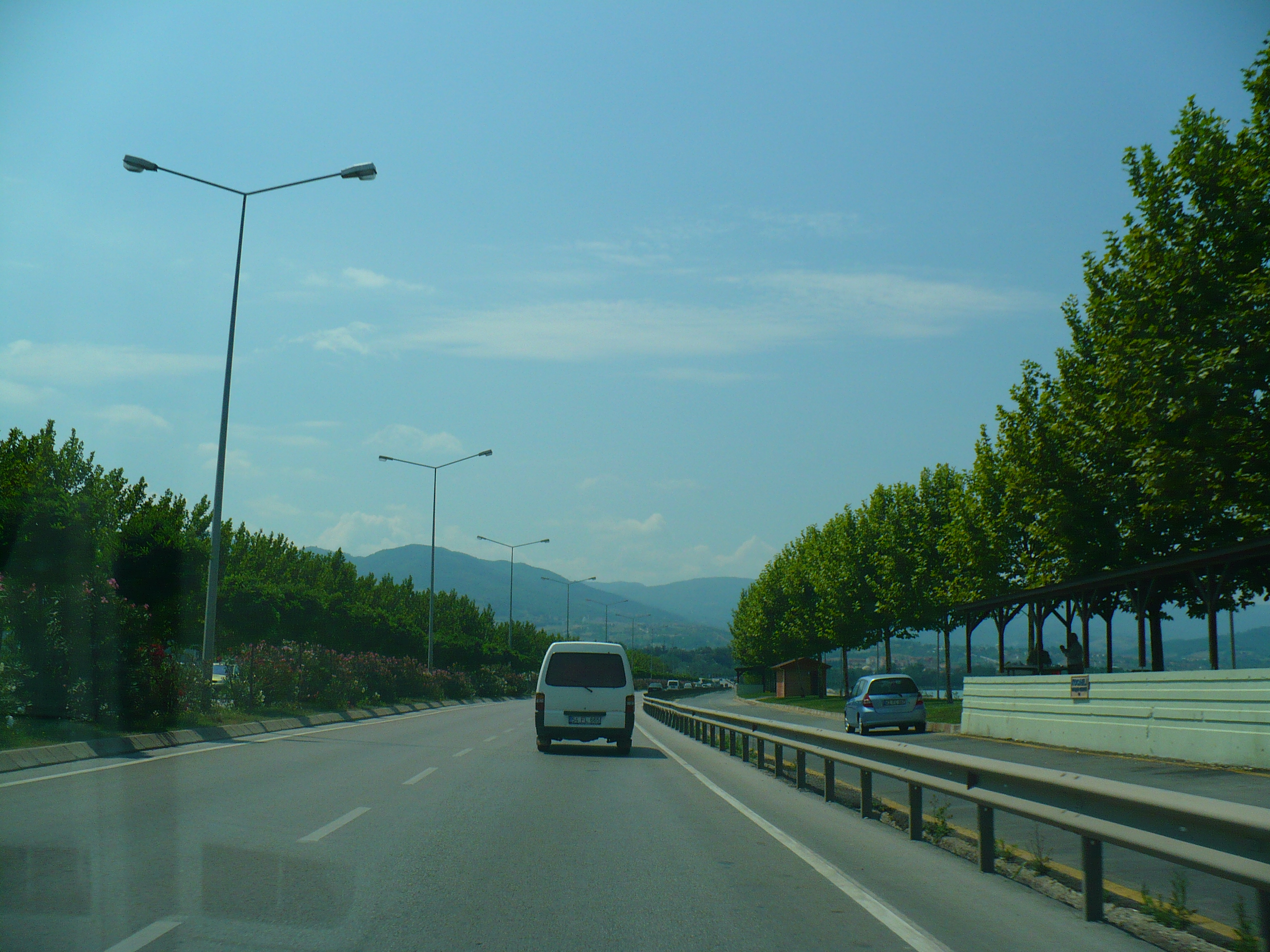
Die Straße in Gölcük (2008)

Nach ihrem Abzweig von der D 575 bei Altınova führt die Straße durch Karamürsel, Gölcük und Başiskele nach İzmit, wo sie auf die West-Ost-Achse D 100 (Europastraße 80) trifft (nördlich parallel zu dieser die Autobahn Otoyol 4) und an dieser endet.